# Composición (lingüística)
En lingüística, la composición es un procedimiento morfológico de las lenguas para crear neologismos, esto es, nuevas palabras. Consiste en coordinar dos o más lexemas o raíces, esto es, partes invariables de palabras, para formar una nueva que constituye una unidad semántica y sintáctica. Debe diferenciarse claramente de unidades fraseológicas tales como la colocación y no es ni unidad fraseológica, ni locución, ni lexía simple ni textual, ni enunciado fraseológico.
La composición es un proceso de formación de palabras universal, presente en mayor o menor medida en todas las lenguas, a diferencia de lo que sucede con la derivación y la flexión que en gran se restringen básicamente a lenguas flexivas y aglutinantes. La tipología y el significado de los compuestos también difiere de lengua a lengua. Existen compuestos coordinados en que las dos palabras pertenecen al mismo tipo de categoría, y existen compuestos subordinados en que la clase de palabra del compuesto será la misma que la del formante dominante.

## Formación de palabras compuestas
Las reglas de formación de compuestos varían enormemente a lo largo de las lenguas del mundo:
- En las lenguas sintéticas, la relación entre los elementos de un compuesto puede estar marcada mediante caso u otra marca morfológica. Por ejemplo, en alemán la palabra compuesta Kapitänspatent 'licencia mercante' está formada por dos lexemas: Kapitän 'capitán [de barco]' y Patent 'patente, licencia' unidas por la marca -s- entre los dos compuestos (originalmente se trataba de una marca de caso genitivo). Análogamente, en la palabra latina paterfamilias 'cabeza de familia' aparece la forma arcaica de genitivo familias 'de la familia' junto a la forma pater 'padre'; en esta forma es la parte subordinada del compuesto familia la que sufre modificación morfológica, mientras que pater aparece sin modificación. Recíprocamente, en la palabra hebrea compuesta בֵּית  סֵפֶר bet sefer 'escuela, colegio', es el núcleo el que aparece modificado: literalmente la palabra significa "casa-de-libro", con בַּיִת bayit 'casa' en la forma llamada estado constructo  בֵּית bet "casa-de". Este último patrón es común a las lenguas semíticas, aunque en algunas se combina de forma explícita con una marca de genitivo, de tal manera que los dos lexemas que intervienen en el compuesto tienen una marca morfológica. Por ejemplo en árabe se tiene عبد الله ʕabdu ʔal-lāhi "siervo-de-Dios").

Las lenguas aglutinantes tienden a crear palabras compuestas muy largas sin el auxilio de morfemas derivacionales. El alemán y el finés son famosos por tener compuestos extremadamente largos; así, los nombres de algunas clases de compuestos bioquímicos o polímeros son formalmente las palabras compuestas más largas registradas en la lengua. Algunos ejemplos de palabras alemanas largas son Farbfernsehgerät 'aparato de televisión a color', Funkfernbedienung 'control remoto por radio' y el término Donaudampfschifffahrtsgesellschaftskapitänsmütze 'Compañía naviera de barcos de vapor del Danubio'. Sin embargo, a pesar de que esas palabras alemanas se escriben como largos compuestos, fonológicamente y acentualmente se hacen pausas entre lexemas, con lo cual lingüísticamente no está claro si son expresiones analíticas o compuestos fusionados genuinos.
En finés, aunque no existe un límite teórico para la longitud de una palabra compuesta, las palabras formadas por más de tres lexemas tienden a ser poco frecuentes. Incluso aquellas con menos de tres componentes son poco transparentes para los que no conocen la lengua; así, una muy frecuente es hätäuloskäytävä 'salida de emergencia'. Otra palabra popular en bromas de internet es lentokonesuihkuturbiinimoottoriapumekaanikkoaliupseerioppilas 'estudiante de oficial no comisionado mecánico-auxiliar de motor de turborreactor de aviones', aunque no existe demasiada evidencia de que se use formalmente ese compuesto de manera regular.

## Composición en español
En español es posible la composición de diferentes categorías léxicas:
- Verbo + sustantivo: sacacorchos, abrelatas, aguafiestas.
- Sustantivo + adjetivo: aguamarina, camposanto, pasodoble, pelirrojo, boquiabierto, carilleno.
- Adjetivo + sustantivo: extremaunción. medianoche, salvoconducto, bajorrelieve.
- Sustantivo + sustantivo: bocacalle, coliflor, sueldo base, casa cuna, motocarro, hombre lobo, hispanohablante.
- Adjetivo + adjetivo: sordomudo, verdiazul, agridulce, altibajo.
- Adverbio + adjetivo: biempensante.
- Sustantivo + verbo: fazferir.
- Pronombre + verbo: cualquiera, quehacer, quienquiera.
- verbo + verbo: duermevela.

Aunque lo más frecuente es que se sumen dos lexemas, también hay casos de palabras compuestas de tres lexemas, como por ejemplo electrocardiograma, formada por electro + cardio + grama, o por muchos más lexemas, como en ciclopentanoperhidrofenantreno. Por otra parte, muchas palabras compuestas provienen en realidad de sintagmas resumidos: boca de la calle = bocacalle, o bien se trata de lexías formadas por aposición especificativa (coche cama, por ejemplo) o poseen un término de unión, la vocal i: puntiagudo, verdiazul.
Las lenguas con tendencia a poseer palabras monosílabas son las más susceptibles de crear palabras compuestas (el inglés o el chino, por ejemplo); por el contrario, aquellas lenguas que poseen palabras muy largas o polisílabas prefieren usar otros mecanismos, como la derivación (el castellano, por ejemplo). [cita requerida]
Otros procedimientos de creación de palabras están emparentados con la composición; por ejemplo, la síntesis, que consiste en resumir un sintagma u oración omitiendo los elementos centrales: automóvil + omnibus = autobús; motorist + hotel = motel; también puede denominarse a este fenómeno acronimia; o como la lexicalización, que puede incluso transformar oraciones o textos enteros en palabras: pésame, metomentodo, correveidile.

### Acentuación
Las palabras compuestas propias, es decir, las formadas por la fusión de dos palabras simples, como son las formas verbales en las que se ha unido uno o varios pronombres al verbo, siguen las reglas generales de acentuación. Las palabras compuestas por guion conservan la tilde si la llevan por sí solas, como por ejemplo físico-químico, ya que las palabras físico y químico llevan tilde.